# Quake II
Quake II é um jogo de computador de tiro em primeira pessoa desenvolvido pela id Software, distribuído pela Activision e lançado em 9 de dezembro de 1997. Não se trata de uma sequência de Quake, meramente utiliza o nome do jogo original devido as dificuldades na aquisição de uma marca comercial para os nomes alternativos. A id decidiu reverter para uma marca existente quando a sensação tátil acelerada do jogo parecia mais próxima de um jogo da Quake do que de uma nova franquia. 
A trilha sonora de Quake II foi essencialmente fornecida pelo Sonic Mayhem, com algumas faixas adicionais por Bill Marrom. [carece de fontes?]